# Yūhi Sekiguchi
Yūhi Sekiguchi (jap. 関口雄飛 Sekiguchi Yūhi; ur. 29 grudnia 1987) – japoński kierowca wyścigowy.

## Kariera
Yūhi karierę wyścigową rozpoczął w 2004 roku, debiutując w Azjatyckiej Formule Renault Challenge. W kolejnym sezonie brał udział w Formule Toyota. Zdobyte punkty sklasyfikowały go na 5. miejscu. Rok później sięgnął w niej po tytuł mistrzowski. Mistrzostwo zdobył również w Azjatyckiej Formule Challenge.
W 2007 roku awansował do Japońskiej Formuły 3. Zmagania zakończył na 7. pozycji. Sezon później brał udział w Międzynarodowej Formule Master. Trzykrotnie sięgnął po punkty, ostatecznie plasując się na 16. lokacie. W tym samym roku zadebiutował również w japońskich wyścigach samochodów sportowych – SuperGT.
Pod koniec sezonu wziął udział w inauguracyjnej rundzie Azjatyckiej Serii GP2, na chińskim torze w Szanghaju. Reprezentując brytyjską ekipę DPR pierwszego wyścigu nie ukończył, natomiast w drugim zajął dwunaste miejsce.
W 2009 roku powrócił do japońskiej F3. Startując w klasie narodowej, Sekiguchi trzykrotnie zwyciężył, ostatecznie zajmując w końcowej klasyfikacji 5. pozycję. W kolejnym sezonie brał udział w głównym cyklu. Japończyk dzięki równej i konsekwentnej jeździe, sięgnął po tytuł wicemistrzowski, ulegając jedynie dominującemu rodakowi Yūji Kunimoto. Rok później Yūhi został mistrzem serii, pomimo nie wzięcia udziału w inauguracyjnej eliminacji na torze Suzuka. W trakcie zmagań sześciokrotnie stanął na najwyższym stopniu podium.

## Statystyki
| Sezon   | Seria                                                                  | Zespół                      | Wyścigi | PP | Zwycięstwa | Punkty | Poz. koń. |
| ------- | ---------------------------------------------------------------------- | --------------------------- | ------- | -- | ---------- | ------ | --------- |
| 2004    | Azjatycka Formuła Renault Challenge                                    | Asia Racing Team            | 2       | 0  | 0          | 0      | NS        |
| 2005    | Formuła Toyota                                                         |                             | 10      | 0  | 0          | 68     | 5         |
| 2006    | Formuła Toyota                                                         |                             | ?       | 8  | ?          | 155    | 1         |
| 2006    | Japońska Formuła Challenge                                             |                             | 10      | 3  | 3          | 106    | 1         |
| 2007    | Japońska Formuła 3                                                     | Now Motorsport              | 20      | 0  | 0          | 101    | 7         |
| 2008    | Międzynarodowa Formuła Master                                          | Euronova Racing             | 14      | 0  | 0          | 12     | 16        |
| 2008    | Super GT                                                               | WedaSport (GT300)           | 1       | 0  | 0          | 1      | 31        |
| 2008–09 | Azjatycka Seria GP2                                                    | David Price Racing          | 2       | 0  | 0          | 0      | 32        |
| 2009    | Japońska Formuła 3 (klasa narodowa)                                    | Aim Sports                  | 14      | 4  | 3          | 57     | 5         |
| 2010    | Japońska Formuła 3 - klasa mistrzowska                                 | ThreeBond Racing            | 16      | 0  | 0          | 81     | 2         |
| 2010    | Super GT Japan - GT300                                                 | Team JLOC                   | 7       | 0  | 0          | 30     | 9         |
| 2010    | Grand Prix Makau                                                       | ThreeBond Racing            | 1       | 0  | 0          | N/A    | 20        |
| 2010    | JAF Grand Prix SUPER GT & Formuła NIPPON FUJI SPRINT CUP - GT300 Class | JLOC                        | 1       | 0  | 0          | 0      | NS        |
| 2011    | Japońska Formuła 3 - klasa mistrzowska                                 | B-Max                       | 12      | 7  | 6          | 100    | 1         |
| 2011    | Super GT Japan - GT300                                                 | JLOC                        | 8       | 0  | 0          | 26     | 13        |
| 2011    | Grand Prix Makau                                                       | Mücke Motorsport            | 1       | 0  | 0          | N/A    | 4         |
| 2012    | Super GT Japan - GT300                                                 |                             | 8       | 1  | 1          | 51     | 6         |
| 2013    | Super GT Japan - GT500                                                 | Mola                        | 8       | 0  | 0          | 28     | 12        |
| 2013    | Masters of Formula 3                                                   | KFZTeile24 Mücke Motorsport | 1       | 0  | 0          | N/A    | 18        |
| 2013    | Super GT Japan - GT300                                                 | S Road NDDP                 | 0       | 0  | 0          | 0      | NS        |
| 2013    | Grand Prix Makau                                                       | KFZTeile24 Mücke Motorsport | 1       | 0  | 0          | N/A    | 11        |
| 2013    | Japońska Formuła 3                                                     | B-Max Engineering           | 2       | 0  | 0          | 2      | 8         |
| 2013    | Super GT Japan - GT500 - Fuji Sprint Cup                               | Mola                        | 1       | 0  | 0          | 0      | NS        |

## Wyniki w Azjatyckiej Serii GP2
| Legenda oznaczeń w tabelach wyników Wyświetl szablon na nowej stronie | Legenda oznaczeń w tabelach wyników Wyświetl szablon na nowej stronie                                                                     |
| Oznaczenie                                                            | Wyjaśnienie |
| --------------------------------------------------------------------- | --- |
| Złoty                                                                 | Zwycięzca lub mistrzostwo |
| Srebrny                                                               | 2. miejsce lub wicemistrzostwo |
| Brązowy                                                               | 3. miejsce lub II wicemistrzostwo |
| Zielony                                                               | Ukończył, punktował (w klasyfikacji generalnej, gdy zdobył co najmniej jeden punkt na przestrzeni sezonu, poza trzema powyższymi opcjami) |
| Niebieski                                                             | Ukończył, nie punktował (w klasyfikacji generalnej, gdy nie zdobył co najmniej jednego punktu na przestrzeni sezonu)                      |
| Czerwony                                                              | Nie zakwalifikował się (NZ) |
| Czerwony                                                              | Nie prekwalifikował się (NPK) |
| Różowy                                                                | Nie ukończył (NU) |
| Różowy                                                                | Niesklasyfikowany (NS) (w klasyfikacji generalnej, gdy nie został sklasyfikowany w żadnym wyścigu sezonu)                                 |
| Czarny                                                                | Zdyskwalifikowany (DK) |
| Czarny                                                                | Wykluczony (WYK/EX) |
| Biały                                                                 | Nie wystartował (NW) |
| Biały                                                                 | Kontuzjowany (K/INJ) |
| Biały                                                                 | Wyścig odwołany (OD/C) |
| Bez koloru                                                            | Został wycofany (WYC/WD) |
| Bez koloru                                                            | Nie przybył (NP/DNA) |
| Bez koloru                                                            | Nie brał udziału w treningach (NT/DNP) |
| Bez koloru                                                            | Nie został zgłoszony (–) |
| Pogrubienie                                                           | Start z pole position |
| Kursywa                                                               | Najszybsze okrążenie wyścigu |
| †                                                                     | Nie ukończył, ale jego rezultat został zaliczony ze względu na przejechanie więcej niż 90% dystansu wyścigu.                              |
| *                                                                     | Sezon w trakcie |
| 1/2/3                                                                 | Punktowana pozycja w sprincie kwalifikacyjnym                                                                                             |
| Lista systemów punktacji Formuły 1                                    | |

| Rok       | Zespół             | Wyniki w poszczególnych eliminacjach | Wyniki w poszczególnych eliminacjach | Wyniki w poszczególnych eliminacjach | Wyniki w poszczególnych eliminacjach | Wyniki w poszczególnych eliminacjach | Wyniki w poszczególnych eliminacjach | Wyniki w poszczególnych eliminacjach | Wyniki w poszczególnych eliminacjach | Wyniki w poszczególnych eliminacjach | Wyniki w poszczególnych eliminacjach | Wyniki w poszczególnych eliminacjach | Punkty | Pozycja |
| --------- | ------------------ | ------------------------------------ | ------------------------------------ | ------------------------------------ | ------------------------------------ | ------------------------------------ | ------------------------------------ | ------------------------------------ | ------------------------------------ | ------------------------------------ | ------------------------------------ | ------------------------------------ | ------ | ------- |
| 2008/2009 | David Price Racing | CHN                                  | CHN                                  | ARE                                  | BHR                                  | BHR                                  | QAT                                  | QAT                                  | MAL                                  | MAL                                  | BHR                                  | BHR                                  | 0      | 32      |
| 2008/2009 | David Price Racing | NU                                   | 12                                   | -                                    | -                                    | -                                    | -                                    | -                                    | -                                    | -                                    | -                                    | -                                    | 0      | 32      |